# Alberto da Veiga Guignard
Alberto da Veiga Guignard (Nova Friburgo, 25 de febrero de 1896 — Belo Horizonte, 25 de junio de 1962) fue un pintor y profesor brasileño famoso por retratar paisajes de Minas Gerais.

## Biografía
Guignard nació con una abertura total entre la boca, la nariz y el paladar (labio leporino). Quedó huérfano de padre siendo muy niño, y su madre se casó en segundas nupcias con un barón alemán con quien se mudó a Europa en 1907. La familia se estableció primero en Vevey, Suiza, y luego en Momères, Francia. En 1914 Guignard viajó a Bélgica, Italia, Alemania y Austria, estableciéndose definitivamente la familia en Múnich, en 1915. En Alemania, Guignard se matriculó en un liceo agrícola en la ciudad de Frisinga, con la intención de estudiar zootecnia o agronomía, pero tras enfermarse y volver a Munich, terminó ingresando a la Real Academia de Bellas Artes. Entre 1918 y 1920, Guignard se estableció en la ciudad francesa de Grasse, y luego retomó sus estudios en la academia muniquesa, participando posteriormente en la muestra oficial de Múnich de 1922 y exponiendo en el Glaspalast. Hizo un breve viaje a Brasil en 1924, donde inscribió seis obras en la 31.a Exposición General de Bellas Artes de Río de Janeiro, donde obtuvo una mención honrosa de segundo grado por un autorretrato en pastel. De regreso a Europa, se radicó en Florencia por tres años, donde expuso en la Bienal de Venecia de 1928. En 1929 viajó a París, antes de volver definitivamente a su Brasil natal.
Se integró al escenario cultural de Río de Janeiro, conociendo a Ismael Nery, Candido Portinari, Di Cavalcanti y Oswaldo Goeldi. Participó en el Salón Revolucionario de 1931, donde fue destacado por Mário de Andrade como una de las revelaciones de la muestra. De 1931 a 1943 se desempeñó como profesor de dibujo y grabado en la Fundación Osório, en Río de Janeiro. En 1941, integró la comisión organizadora de la División de Arte Moderno del Salón Nacional de Bellas Artes, junto al arquitecto Oscar Niemeyer y al escritor Aníbal Machado. En 1943, funda con otros artistas, el Grupo Guignard, en el que orienta, entre otros, a Iberê Camargo y Waldemar Cordeiro. En 1944, tras una invitación del entonces alcalde Juscelino Kubitschek, se trasladó a Belo Horizonte para dirigir el curso libre de dibujo y pintura de la Escuela de Bellas Artes, por donde pasaron Amilcar de Castro, Mary Vieira, Farnese de Andrade y Lygia Clark, entre otros. Permaneció al frente de la escuela hasta su fallecimiento en 1962, cuando, en su homenaje, esta pasó a llamarse Escuela Guignard.
En 1996, en el centenario de su nacimiento, se realizan exposiciones conmemorativas en Río de Janeiro, São Paulo y Belo Horizonte.

## Estilo

Alberto de la Veiga Guignard en su exposición en el Museo de Arte Moderno de Río de Janeiro; en la foto aparecen José Lins do Rego y Manuel Bandeira.

Guignard se dedicó a prácticamente todos los géneros de la pintura: retrato, autorretrato, paisaje, bodegón, motivos florales, pintura de género y pintura religiosa. Solía, en muchas obras, tratar de dos o más géneros simultáneamente, como es el caso de sus naturalezas muertas, de número reducido y casi siempre de carácter fantástico, que incluyen un paisaje al fondo. Los retratos, considerados por algunos críticos como la vertiente más fértil de su obra, constituyen la mayor parte de su producción y muestran a personas de su propia familia, amigos o hijos de amigos, intelectuales y artistas, así como varios autorretratos. En estos últimos no oculta su defecto congénito, el labio leporino, el que también retrata en representaciones de Cristo y otras figuras religiosas.
El crítico de arte Teixeira Leite ve en la obra de Guignard rasgos de la nueva objetividad, acercándola, por el tema tratado, a la obra del pintor francés Henri Rousseau (1844–1910), especialmente en la fase denominada «lirismo nacionalista», representada por Casamento na Roça (1960), Família do Fuzileiro Naval (ca. 1937) y Família na Praça. Para el historiador del arte Rodrigo Naves, la pintura de Guignard tiene un carácter decorativo acentuado, como la obra Os Novios (1937), repleta de arabescos y otros motivos.
En sus últimos años de vida, Guignard pinta los denominados «paisajes imaginantes». En ellos, su paleta se vuelve hacia tonos grises blanquecinos y, tal como apunta Rodrigo Naves, todo parece estar en suspensión, sin suelo o puntos de apoyo firmes. No hay caminos, accidentes geográficos ni distancias. Sólo hay un mundo nublado y triste.